# Trichoncus patrizii
Trichoncus patrizii Caporiacco, 1953 è un ragno appartenente alla famiglia Linyphiidae.

## Descrizione
Esemplare femminile di lunghezza totale 2,24 mm, di cui il cefalotorace misura 0,97 mm

## Distribuzione
La specie è stata rinvenuta in Italia; un esemplare femminile rinvenuto nel luglio 1950 sull'isola di Zannone

## Tassonomia
Al 2013 non sono note sottospecie e non sono stati esaminati nuovi esemplari dal 1953.